# Icon Composer
Icon Composer è un editor di icone per il sistema operativo macOS facente parte dell'Apple Developer Tools. Il programma in realtà non è dotato di funzioni di modifica delle immagini ma è in grado unicamente di generare le icone riconosciute dal sistema operativo (icns). Gli utilizzatori del programma devono realizzare esternamente le icone con un qualsiasi programma di grafica, poi le immagini vanno importate nel programma che genererà l'icona.